# José Valle Román
José Valle Román (16 de septiembre de 1920 en Buenos Aires, Argentina - 16 de septiembre de 1997 en Buenos Aires) es un ex-futbolista argentino. Jugaba de defensor y su primer club fue Atlanta.

## Carrera
Comenzó su carrera en 1941 jugando para Atlanta. Jugó para ese club hasta 1943. En 1944 pasó a Independiente. En 1945 se pasó al Temperley. Jugó para ese club hasta 1947. En ese año se fue a Italia para formar parte del AS Roma. Se mantuvo en ese equipo hasta 1950. Ese año se fue a España para formar parte de la UE Lleida. Jugó para ese equipo hasta 1951. Ese año se fue a Portugal para jugar en el Lusitano de Évora. Estuvo ligado hasta 1953. En ese año se fue al Porto. Se retiró del fútbol en el año 1956. 
Jugador habilidoso de gran perfil dentro de la cancha, sus jugadas y pases eran siempre de gran exactitud al momento de definir goles. Falleció en Buenos Aires, Banfield curiosamente el mismo día de su nacimiento, 16 de septiembre de 1997.  

## Clubes
| Club              | País      | Año       |
| ----------------- | --------- | --------- |
| Atlanta           | Argentina | 1941-1943 |
| Independiente     | Argentina | 1944      |
| Temperley         | Argentina | 1945-1947 |
| AS Roma           | Italia    | 1947-1950 |
| UE Lleida         | España    | 1950-1951 |
| Lusitano de Évora | Portugal  | 1951-1953 |
| FC Porto          | Portugal  | 1953-1956 |